# Fodé Fofana
Fodé Fofana (Groningen, 26 oktober 2002) is een Nederlands voetballer die doorgaan speelt als aanvaller voor Jong PSV.

## Clubcarrière
Fofana speelde in de jeugd van verschillende amateurclubs in Groningen en voor het laatst bij GVAV-Rapiditas. Tijdens een zomervakantie met zijn familie in 2012 nam hij deel aan een straatvoetbaltoernooi in Lyon, waar een scout van FC Barcelona aanwezig was. Deze was onder de indruk van Fofana speelstijl en nodigde hem uit voor een stage-periode. Na twee stages bij Barcelona sloot Fofana zich het jaar daarop aan bij de jeugdopleiding La Masia. Na twee jaar moest hij de club echter verlaten vanwege een sanctie die de FIFA had opgelegd aan Barça wegens het aantrekken van minderjarige spelers. Fofana keerde terug naar Nederland en sloot zich aan bij PSV.
Op 2 augustus 2019 maakte PSV bekend dat drie zestienjarige spelers uit de eigen jeugdopleiding, onder wie Fofana, hun eerste profcontract hadden getekend. Hij tekende een driejarig contract tot de zomer van 2022. Op 6 november 2020 maakte hij zijn profdebuut voor Jong PSV in een competitiewedstrijd tegen FC Den Bosch, die met 2–1 werd gewonnen. Fofana speelde de volledige wedstrijd en maakte beide doelpunten voor zijn team. Op 7 juli 2021 maakte hij zijn officieuze debuut voor het eerste elftal van PSV, waarin hij een hattrick scoorde in een oefenwedstrijd tegen Delbrücker SC, die eindigde in een 10–1 overwinning. Na op de bank te hebben gezeten tijdens de winst van de Johan Cruijff Schaal tegen Ajax, maakte hij op 10 augustus zijn officiële debuut voor PSV in de Champions League-kwalificatiewedstrijd tegen FC Midtjylland.
Op 1 september 2023 werd Fofana voor één seizoen gehuurd door Vitesse, met optie tot koop.

## Clubstatistieken
| Seizoen                        | Club           | Land           | Competitie     | Competitie | Competitie | Beker | Beker | Totaal | Totaal |
| Seizoen                        | Club           | Land           | Competitie     | Wed.       | Dlp.       | Wed.  | Dlp.  | Wed.   | Dlp.   |
| ------------------------------ | -------------- | -------------- | -------------- | ---------- | ---------- | ----- | ----- | ------ | ------ |
| 2019/20                        | Jong PSV       | Nederland      | Eerste divisie | 0          | 0          | –     | –     | 0      | 0      |
| 2020/21                        | Jong PSV       | Nederland      | Eerste divisie | 20         | 8          | –     | –     | 20     | 8      |
| 2021/22                        | Jong PSV       | Nederland      | Eerste divisie | 6          | 4          | –     | –     | 6      | 4      |
| 2022/23                        | Jong PSV       | Nederland      | Eerste divisie | 9          | 2          | –     | –     | 9      | 2      |
| 2023/24                        | Jong PSV       | Nederland      | Eerste divisie | 0          | 0          | –     | –     | 0      | 0      |
| Carrièretotaal                 | Carrièretotaal | Carrièretotaal | Carrièretotaal | 35         | 14         | 0     | 0     | 35     | 14     |
| Bijgewerkt op 2 september 2023 |                |                |                |            |            |       |       |        |        |

| Seizoen                        | Club           | Land           | Competitie     | Competitie | Competitie | Beker | Beker | Internationaal | Internationaal | Totaal | Totaal |
| Seizoen                        | Club           | Land           | Competitie     | Wed.       | Dlp.       | Wed.  | Dlp.  | Wed.           | Dlp.           | Wed.   | Dlp.   |
| ------------------------------ | -------------- | -------------- | -------------- | ---------- | ---------- | ----- | ----- | -------------- | -------------- | ------ | ------ |
| 2021/22                        | PSV            | Nederland      | Eredivisie     | 0          | 0          | 1     | 0     | 1              | 0              | 2      | 0      |
| 2022/23                        | PSV            | Nederland      | Eredivisie     | 1          | 0          | 0     | 0     | 0              | 0              | 1      | 0      |
| 2023/24                        | PSV            | Nederland      | Eredivisie     | 0          | 0          | 0     | 0     | 0              | 0              | 0      | 0      |
| 2023/24                        | Vitesse        | Nederland      | Eredivisie     | 0          | 0          | 0     | 0     | –              | –              | 0      | 0      |
| Carrièretotaal                 | Carrièretotaal | Carrièretotaal | Carrièretotaal | 1          | 0          | 1     | 0     | 1              | 0              | 3      | 0      |
| Bijgewerkt op 2 september 2023 |                |                |                |            |            |       |       |                |                |        |        |